# NGC 2369
NGC 2369 je galaksija u zviježđu Kobilici.

## Vanjske poveznice
- SEDS: NGC 2369